# Frequenamia armata
Frequenamia armata är en insektsart som beskrevs av Rauno E. Linnavuori 1959. Frequenamia armata ingår i släktet Frequenamia och familjen dvärgstritar. Inga underarter finns listade i Catalogue of Life.